# David Paul Gregg
David Paul Gregg (* 1923 in Los Angeles; † November 2001 in Culver City) war ein US-amerikanischer Erfinder. 
Er gilt in vielen Kreisen als Erfinder der optischen Datenspeicher und der elektronischen Kamera bzw. der Digitalkamera. Während seiner Zeit bei der Winston Research Corporation erfand er die Videodisk-Kamera, die er dann auch 1962 patentierte (USPO 3350503). Obwohl ihre Bilder nur ein paar Minuten und elektrisch-analog (auf eben jener Videodisk) gespeichert werden konnten, so ist sie doch die erste Kamera, die Standbilder elektronisch speichern konnte.